# Thismia tentaculata
Thismia tentaculata är en enhjärtbladig växtart som beskrevs av Kai Larsen och Leonid Vladimirovitj Averjanov. Thismia tentaculata ingår i släktet Thismia och familjen Burmanniaceae. Inga underarter finns listade i Catalogue of Life.